# アレン・ストリート
アレン・ストリート (Allen Street) は、ニューヨーク市マンハッタン区を南北に走る通りである。ロウアー・マンハッタンのチャイナタウンとロウアー・イースト・サイドを南北に貫く。この通りの北端のハウストン・ストリートより先は1番街となる。この通りの南端のディビジョン・ストリートより先はパイク・ストリート (Pike Street) となり、サウス・ストリートまで続く。北行きの車線と南行きの車線は、中央の緑道 (meridian mall) によって分離されている。この緑道の両脇には、それぞれの方向への自転車道が設置されている。この通りの名前は、米英戦争における最年少の海軍艦長であったウィリアム・ヘンリー・アレン准将から付けられている。彼は28歳の時に戦死した。彼の功績は、英軍艦en:HMS Macedonianを拿捕したことなどが挙げられる。

## 歴史

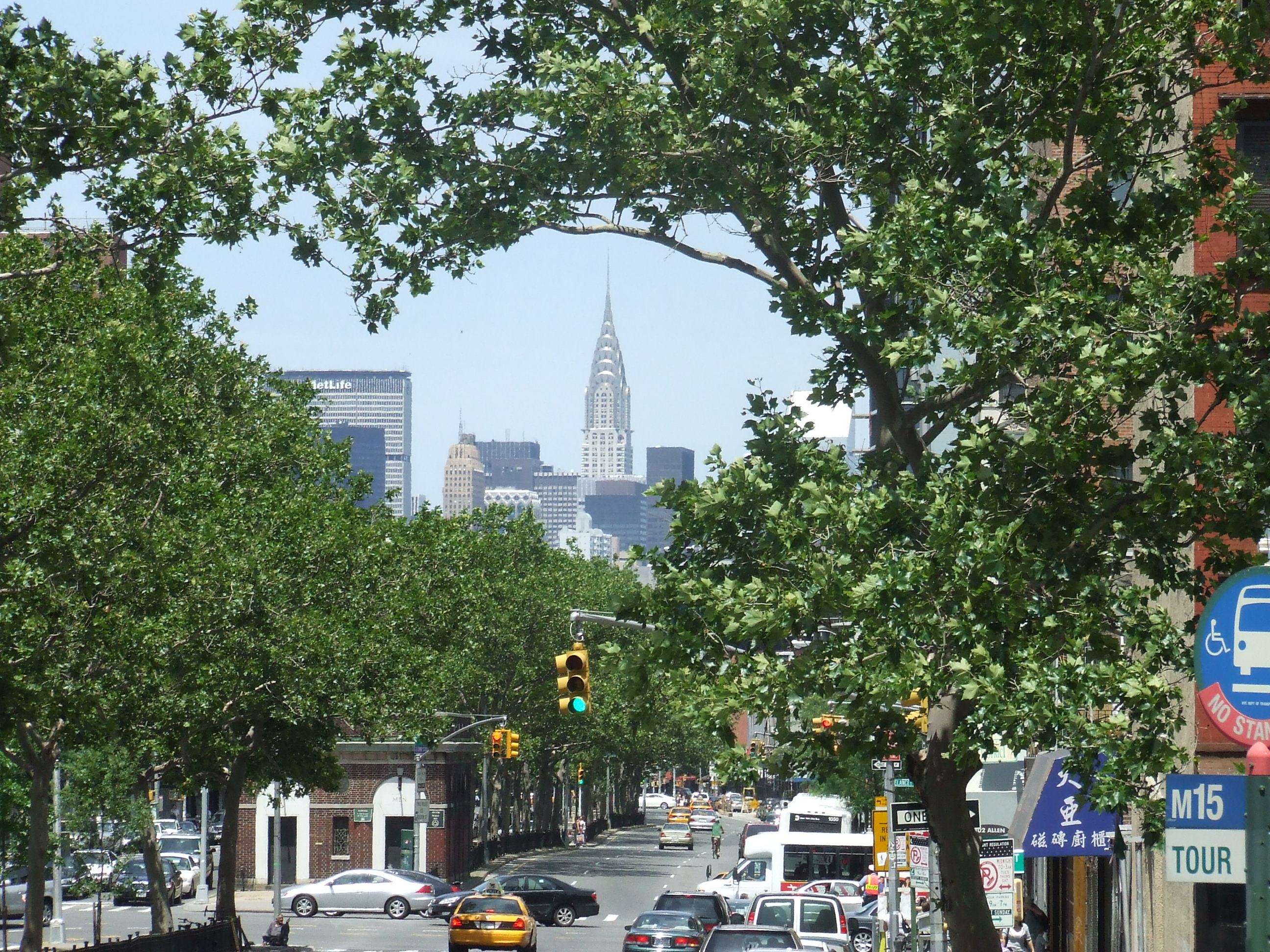
ブルーム・ストリートより北を見たアレン・ストリートの光景。

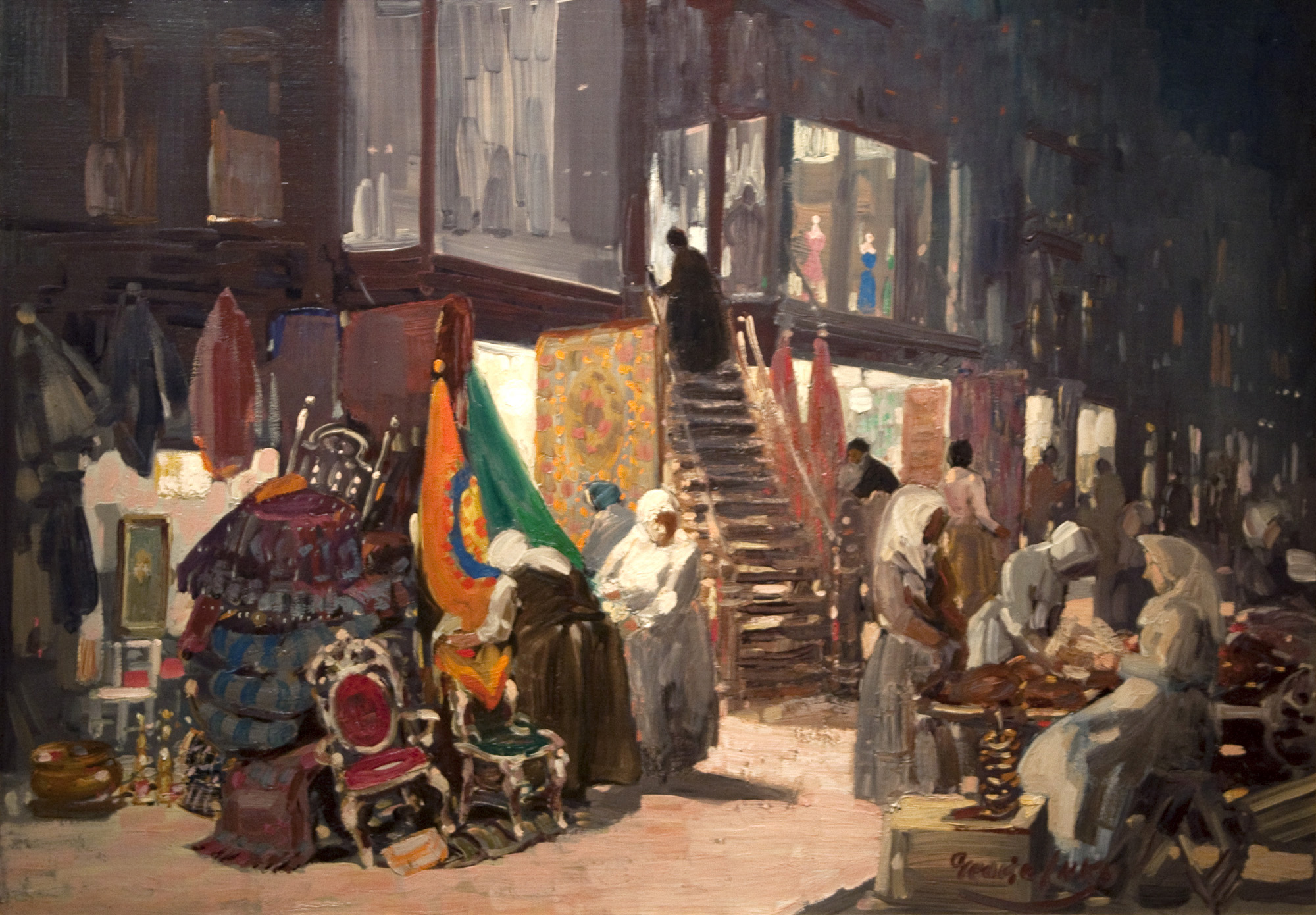
en:George B. Luks作、Allen Street, 1905年頃

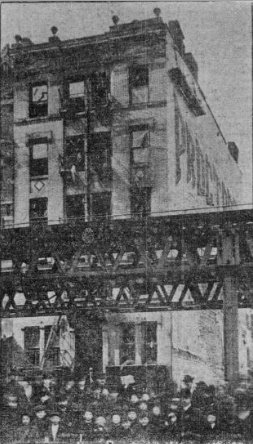
1905年の火災の後の105 Allen Street。手前は2番街高架鉄道。

1799年以前、ロウアー・マンハッタンのこの通りは設計され、"チェスター・ストリート" (Chester Street) と名付けられた。1806年5月にこの通りにニューヨーク孤児院 (New York Orphan Asylum) が建設された後、チェスター・ストリートから"アサイラム・ストリート" (Asylum Street) に改名された。1833年、アサイラム・ストリートは人知れず"サード・ストリート" (Third Street) と改名され、最終的にアレン・ストリートに落ち着いた。
20世紀初頭、この通りは非常に活気があり、ルーマニア系ユダヤ人とトルコ、シリア、エジプトおよびギリシアからのセファルディ系ユダヤ人（中東系ユダヤ人）たちが主に住み着いていた。その多くは地下の真鍮および銅成形の仕事に就いており、地上階では主に衣類が売られていた。1903年9月、アレン・ストリートとリヴィングトン・ストリートの地点の高架下で、ファイブ・ポインツ・ギャングのリーダーであるポール・ケリーの一団と、対抗するモンク・イーストマン率いるギャングとの間で、壮絶な銃撃戦が行われた。総勢100名がこの抗争に加わり、警察も銃撃に加わり、この両団を追い払った。3名が死亡し、多くの一般市民が怪我を負わされた。
1905年3月、住民が過密状態の長屋から火災が発生した。この5階建ての建物、105 Allen Streetの定員は20人だったが、200人が居住していた。
1930年代初旬に、この通りの幅は拡張され、この通りの東側の建物はこの再開発で解体された。この工事で、道路の中央には緑道が設けられ、高架鉄道は道路の西側を走るようになった。この高架鉄道は1942年に解体された。
1910年代から1940年代にかけて、アレン・ストリートには真鍮製品を扱う数々の店が集まっていたが、1970年代には二軒が残るのみとなっていた。1979年、アレン・ストリートはNew York誌において、"バワリーおよびグランド・ストリートの喧騒から取り残された活気のない通り"と記述された。
この通りとその南に続くパイク・ストリートの中央を走る遊歩道は2009年に再設計され、2011年に完全に改修された。

## 交通
1878年、IRT2番街線（2番街高架）が建設された。この一部区間は、ハウストン・ストリートからディビジョン・ストリートの間のアレン・ストリート上、現在の南方面の車線上（および途中から両方面の車線上）を走っていた。この高架は、当時狭かったこの通りへ射しこむ日光をほとんど遮っていた。この高架は1942年に解体された。
現在、この通りから最寄りのニューヨーク市地下鉄の駅は、3ブロック西のクリスティ・ストリート上のグランド・ストリート駅（B D系統の列車）および3ブロック東のエセックス・ストリート上のデランシー・ストリート-エセックス・ストリート駅（F <F> J M Z系統の列車）である。また、アレン・ストリートとイースト・ハウストン・ストリートの交差点には、2番街駅（F <F> 系統の列車）の出入り口が複数ある。
また、アレン・ストリート84-86号には都市間バスの駅がある。
アレン・ストリートの全区間をニューヨーク市バスM15/M15 SBS路線が運行している。パイク・ストリートの一部からマディソン・ストリートにかけてもM15が運行している。